# استان هادروت
استان هادروت (به ارمنی: Հադրութի շրջան) دوفاکتو نام یکی از هشت استان جمهوری آرتساخ، (ناگورنو قره‌باغ) بود و دو ژور (به لاتین: de jure) بخشی از جمهوری آذربایجان می‌باشد و بخش بزرگی از شهرستان جبرئیل، قسمت غربی شهرستان فضولی و همچنین جنوب غربی شهرستان خوجاوند می‌باشد.

## جغرافیا
استان هادروت قبل از مناقشه قره‌باغ در سال ۱۳۹۹ در تقسیمات جمهوری آرتساخ ۱٬۸۷۶٫۸۰ کیلومتر مربع مساحت و در سال ۲۰۱۳ میلادی ۱۳۱۶۳ نفر جمعیت داشت. هادروت قبل از جنگ اول قره باغ ۶۷۹ کیلومتر مربع مساحت داست.

## تاریخچه
در جریان مناقشه قره‌باغ در سال ۱۳۹۹، نبردهای سنگینی در داخل و اطراف شهر هادروت رخ داد. منابع مستقل تأیید کردند که ارتش آذربایجان در ۱۴ یا ۱۵ اکتبر ۲۰۲۰ شهر هادروت را تحت کنترل خود درآورد. پس از لشکرکشی دره ارس، نبرد هادروت و نبرد شوشی، تمام استان هادروت تا ۹ نوامبر ۲۰۲۰ توسط ارتش آذربایجان فتح شد.